# Соціалізація
Соціаліза́ція — комплексний процес та результат засвоєння й активного відтворення людиною соціально-культурного досвіду (знань, цінностей, норм, моралі, традицій тощо) на основі її діяльності, спілкування і відносин, обов'язковий фактор розвитку особистості. Виступає одним із основоположних соціальних процесів, що забезпечує повноправне існування людини всередині суспільства. Соціалізація є двостороннім процесом, оскільки відбувається не лише збагачення соціальним досвідом, а й реалізація людиною соціальних зв'язків. Її суть зводиться до поєднання в процесі соціалізації особи адаптації та відособлення, тобто збереження суб'єктності людини в умовах певного суспільства.
Включає в себе як цілеспрямоване виховання чи вплив на дорослу особистість, так і стихійні чи спонтанні процеси, що впливають на її формування. Соціалізація перебуває на межі різних наук і вивчається філософією, психологією, соціальною психологією, соціологією, історією, етнографією, педагогікою, теологією.
Крім того, соціалізацією є також процес пристосування (адаптації) дорослої людини, яка з певних обставин (перебування в певній «антисоціальній» групі, наприклад, довготермінове перебування у в'язниці тощо) довгий час була поза суспільством або перемістилася з одного суспільства в інше (зміна громадянства тощо.)
- Соціаліза́ція — Усуспільнення приватної власності.

## Соціалізація та етапи життя
Процес соціалізації проходить відповідно до статі й етапів життя, які поділяються на:
1. Дитинство (Головне завдання — формування довіри до навколишнього світу завдяки батьківській турботі й любові)
2. Раннє дитинство (Формування почуття самоцінності й автономії)
3. Вік гри (5-7 років. Формування почуття ініціативи)
4. Шкільний вік (Дитина вчиться досягати поставлених цілей)
5. Юність (Виникає почуття власної неповторності)
6. Молодість (Виникає потреба психологічної близькості та здатність до неї)
7. Дорослість (Характеризується творчою діяльністю, продуктивною працею, піклуванням про інших, зокрема про своїх дітей)
8. Зрілість (Почуття задоволення від виконаного обов'язку)

Соціалізація може бути
- Первинною
- Вторинною

Первинна соціалізація — охоплює дитинство, юність та молодість і є характерною тим, що людина соціалізується через своє безпосереднє оточення (родина, друзі, родичі). Інститутами соціалізації є сім'я й освіта. Тут дитина поступово перетворюється на особу, яка розуміє і саму себе, і навколишній світ, адаптується до нього, набуваючи знань і звичок, притаманних культурі (цивілізації тощо) певного суспільства, в якій він (вона) народився (народилася).
Вторинна соціалізація — охоплює зрілість та старість і характеризується тим, що людина соціалізується через вплив вторинних соціальних груп і соціальних інститутів. Інститутами соціалізації є ЗМІ (ЗМК), виробництво, культура, економіка, право тощо.

## Завдання соціалізації в педагогіці
Завданнями соціалізації в педагогіці є:
- Забезпечення рівних можливостей для всіх дітей і молоді в оволодінні надбаннями культури;
- Створення умов для виявлення та розвитку обдарованості дитини;
- Захист прав та інтересів соціально неадаптованої молоді, попередження і подолання проявів бездоглядності та правопорушень;
- Забезпечення системи гарантій для дітей і підлітків з особливими потребами;
- Здійснення соціальної реабілітації дітей, які потрапили у складні життєві ситуації.[1]